# 新潟清心女子中学校・高等学校
新潟清心女子中学校・高等学校（にいがたせいしんじょしちゅうがっこう・こうとうがっこう）とは、新潟県新潟市西区五十嵐一の町に所在し、中高一貫教育を提供する私立中学校・高等学校。
新潟県内では唯一の女子中高一貫校。「心を清くし愛の人であれ」が校訓。

## 学校生活
早朝講座、土曜学習の実施、土曜登校など進学に力を入れている。
学校行事は清心祭、クリスマスミサなどがある。

## 沿革
- 1963年（昭和38年） - 新潟県、新潟清心女子高等学校設立認可
- 1964年（昭和39年） - 新潟清心女子高等学校開校
- 1967年（昭和42年） - 専攻科開設
- 1969年（昭和44年） - 専攻科閉科
- 1980年（昭和55年） - 国際ソロプチミストSクラブ会員校認定
- 1991年（平成3年） - ノートルダム清心学園理事会、新潟清心女子中学校併設開校決議
- 1993年（平成5年） - 新潟清心女子中学校開校
- 2004年（平成16年） - 40周年記念式典が行われる予定だったが、新潟県中越地震の影響で式典は取り止め、資金を被災者に寄付
- 2009年（平成21年） - 運営が学校法人ノートルダム清心学園からノートルダム新潟清心学園に移管

## 著名な出身者
- 市野瀬瞳 （アナウンサー）
- 魚喃キリコ （漫画家）
- 林妙 （アナウンサー）
- 山宮るり子 （ハープ奏者）
- 鷲尾いさ子 （女優）
- 山井梨沙（実業家）
- 杉山夏穂（バスケットボール選手）

## 交通アクセス
- 新潟交通 W1 有明線 「清心学園前」バス停から徒歩すぐ

## 系列校
この項目に掲げる学校はいずれも学校法人ノートルダム清心学園が運営している。
- 清心中学校・清心女子高等学校 - 岡山県倉敷市
- ノートルダム清心中学校・高等学校 - 広島県広島市西区
- ノートルダム清心女子大学 - 岡山県岡山市北区